# Генча
Стадион «Стяуа» (рум. Stadionul Steaua, также «Генча», рум. Ghencea) — футбольный стадион в Бухаресте, Румыния. Является домашней ареной футбольного клуба «Стяуа». С 1977 года является местом проведения домашних игр национальной сборной Румынии по футболу. Стадион был открыт 9 апреля 1974 года. В этот день в товарищеском матче сыграли команды «Стяуа» и ОФК.
Стадион был снесён в 2018 году и на его месте построен новый, открыт в 2021 году.

## Важнейшие матчи, сыгранные на стадионе
- 1974 год, 9 апреля — Матч открытия стадиона. Стяуа — ОФК. 2:2
- 1977 год, 23 марта — Первая игра национальной сборной  Румыния —  Турция. 4:0
- 1986 год, 16 апреля — Полуфинал Кубка Чемпионов. Стяуа — Андерлехт. 3:0
- 1988 год, 6 апреля — Полуфинал Кубка Чемпионов. Стяуа — Бенфика. 0:0
- 1989 год, 5 апреля — Полуфинал Кубка Чемпионов. Стяуа — Галатасарай. 4:0
- 1989 год, 15 ноября — Решающий матч квалификационного турнира на Кубок Мира 1990.  Румыния - Дания. 3:1
- 2005 год, 25 апреля — 1/32 Кубка УЕФА. Стяуа — Валенсия. 2:0 (4:3 по пенальти).

## Казнь Чаушеску
Стадион известен не только спортивными соревнованиями, 25 декабря 1989 года на его поле были вынесены тела расстрелянных по приговору трибунала супругов Чаушеску, последних правителей социалистической Румынии. Тела казненных пролежали там сутки, после чего их увезли и захоронили.

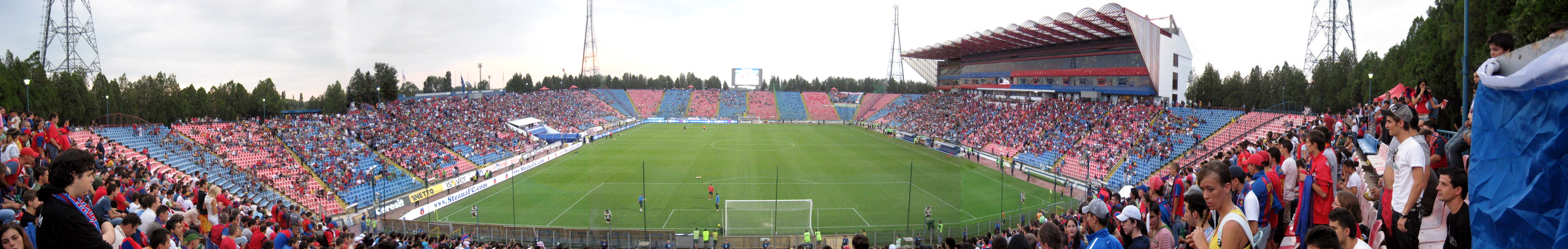
Панорама трибун стадиона.